# 606e Infanteriedivisie (Duitsland)
De Duitse 606e Infanteriedivisie (Duits: 606. Infanterie-Division) was een Duitse infanteriedivisie tijdens de Tweede Wereldoorlog. De divisie werd opgericht op 11 april 1945 uit onderdelen van de Divisionstab z.b.V. 426. De eenheid deed tijdens haar korte bestaan dienst aan het oostfront. Wanneer de eenheid werd opgeheven is niet duidelijk.

## Samenstelling
- Grenadier-Regiment ?
- Pionier-Bataillon 606
- Nachrichten-Kompanie 1606
- Versorgungs-Regiment 1606
- Panzerjäger-Kompanie 1606